# Wathermal
Wathermal (Duits: Watermal) is een dorp in de deelgemeente Beho van Gouvy in de Waalse provincie Luxemburg, België, op de grens met het Groothertogdom Luxemburg.
In Wathermal wordt van oudsher Duits gesproken, maar het behoorde wel al sinds 1839 bij België. Bij de vastlegging van de taalgrens in 1962 niet bij het Duitse taalgebied ingedeeld. Velen spreken echter nog steeds Duits.

## Erfgoed
De Saint-Hubert-et-Saint-Antoinekapel gaat terug op een romaanse kapel en is gebouwd op een rotsachtige heuvel. Het oudste deel van de kerk is de toren. Het kerkgebouw zelf dateert uit 1769. De kerk is omgeven door een ommuurd kerkhof.
Deelgemeenten: Beho · Bovigny · Cherain · Limerlé · Montleban

Overige dorpen: Baclain · Brisy · Cherapont · Cierreux · Courtil · Deiffelt · Gouvy · Halconreux · Hallonru · Honvelez · Langlire · Lomré · Ourthe · Renglez · Rettigny · Rogery · Sterpigny · Steinbach · Vaux · Wathermal

Belgische gemeenten · Arrondissement Bastenaken · Luxemburg · Wallonië